# Jean-Étienne Bartier
Pour les articles homonymes, voir Bartier.
Jean Étienne Bartier de Saint Hilaire, né le 7 mars 1766 à Aspet (Haute-Garonne), mort le 19 février 1835 à Huos (Haute-Garonne), est un général français de la Révolution et de l'Empire.

## État de service
Il entre en service le 20 août 1789 et, le 4 juillet 1795, il est nommé chef de brigade à la 122e demi-brigade d'infanterie de ligne.
Le 22 février 1800, il passe adjudant-commandant et, le 10 avril 1809, il devient chef d’état-major adjoint de l’armée du royaume d’Italie. Il est fait officier de la Légion d’honneur le 27 juillet 1809, chevalier de la Couronne de fer en 1810, et il est créé baron de l'Empire le 4 juin de la même année. Le 25 août 1810, il commande le département de la Haute-Garonne.
Le 15 juin 1812, il prend les fonctions de chef d’état-major de la 5e division de cuirassiers et il est promu général de brigade le 10 juillet suivant. Il est blessé le 27 septembre 1812, lors de la traversée de la Bérézina; le 2 novembre 1813, il reprend le commandement du département de la Haute-Garonne.
Le 27 mars 1814, il commande la 2e brigade de la 2e division de réserve de l'armée des Pyrénées.
Lors de la Première Restauration, le roi Louis XVIII le fait chevalier de Saint-Louis, et il est admis à la retraite le 22 février 1815.
Il meurt le 19 février 1835 à Huos.

## Distinctions
- Ordre national de la Légion d'honneur ;
  -  Officier de la Légion d'honneur le 27 juillet 1809[1].
- Chevalier de la couronne de fer en 1810.
- Ordre royal et militaire de Saint-Louis ;
  -  Chevalier de l'ordre royal et militaire de Saint-Louis en 1815.

## Armoiries
| Figure | Nom du baron et blasonnement |
| ------ | --- |
|        | Armes du baron Jean Étienne Bartier de Saint Hilaire et de l'Empire, décret du 15 août 1809, lettres patentes du 4 avril 1810, officier de la Légion d'honneur. Écartelé ; au premier d'azur à l'ancre à quatre becs d'or, surmontée d'un soleil rayonnant d'or ; au deuxième des barons tirés de l'armée ; au troisième d'argent au lion de gueules surmonté de trois étoiles en fasce d'azur ; au quatrième d'azur à trois étoiles en fasce d'azur ; au quatrième d'azur à trois barres d'or - Livrées : bleu, jaune, rouge, blanc. |